# Роберт I (Фландрия)
Роберт I Фризиец (на френски: Robert le Frison, на латински: Roberti Frisonis, на немски: Robert I. der Friese; * 1035; † 12 или 13 октомври 1093) е от 1071 до 1093 г. граф на Фландрия от Дом Фландрия.

## Произход и младост
Той е малкият син на граф Балдуин V от Фландрия († 1 септември 1067) и Адела († 8 януари 1079), дъщеря на крал Робер II Благочестиви.
Неговият по-голям брат Балдуин VI е определен от баща им да го наследи като граф на Фландрия, а Роберт остава без значимо наследство. Баща му му дава кораб и пари и го изпраща да си търси щастието от другата страна на морето. Роберт е дълги години на приключенски път. В Испания се бие против маврите и претърпява корабокрушение на път за Светата земя. След това той служи известно време в гардата на варягите на византийския император в Константинопол.
През 1063 г. Роберт отива във Фризия, за да се ожени там за вдовицата на граф Флоренс I и след това там следващите години да е владетел като опекун на своя малолетен доведен син, граф Дитрих V. Затова има днешното си допълнително име Фризиеца.

## След смъртта на Балдуин VI
През 1070 г. умира граф Балдуин VI Фландърски и оставя само двама малки сина, и тяхната майка Рихилда поема регентството във Фландрия. Роберт се възползва от несигурното положение и напада графството като завладява северните и южните части. Той побеждава напълно на 22 февруари 1071 г. в битката при Касел. Неговият племенник, граф Арнулф III Нещастния, пада убит в боевете и Рихилда бяга с втория си син в родния ѝ Хенегау. Роберт се разбира бързо с крал Филип I, на когото той дава абатството Корби и за замяна на това е признат от него за граф на Фландрия. Те се съюзяват против Норманското царство на Вилхелм Завоевателя (женен за Матилда, сестрата на Роберт), като подкрепят съюза си чрез женитбата на краля с Берта Холандска, доведената дъщеря на Роберт.
С печеленето на Фландрия, Роберт загубва Фризия през лятото на 1071 г. Той е победен от епископ Вилхелм I от Утрехт и херцог Готфрид IV Гърбавия от Долна Лотарингия при Лайден.
Роберт прави град Брюге за своя столица. През 1086 г. той започва дълго поклонническо пътуване до Йерусалим. По пътя участва при обратното вземане на Бероя през 1087 г. чрез византийския император Алексий I Комнин. Роберт обещава на императора да му изпрати някой ден 500 рицари за борбата срещу враговете на Византия. През април 1090 г. той е отново във Фландрия и получава писмо от император Алексий, в което му напомня за обещанието му. През 1091 г. Анна Комнина пише в произведението си „Алексиада“ за пристигането на 500 рицари от Фландрия.
Роберт умира на 12 или 13 октомври 1093 г., неговият син Роберт II Йерусалимски го последва.
- Роберт I Фризиец

## Фамилия
Роберт Фризиецът е женен от 1063 г. за Гертруда Саксонска-Билунг († 1113), дъщеря на херцог Бернхард II от Саксония и вдовица на граф Флоренс I от Западна Фризия. Техните деца са:
- Роберт II Йерусалимски (* 1065; † 1111), граф на Фландрия
  - ∞ за Клеменс Бургундска († 1133)
- Адела († 1115)
  - ∞ 1080 с крал Кнут IV Светия от Дания († 1086)
  - ∞ 1092 с херцог Рожер I Борса от Апулия († 1109)
- Гертруда
  - ∞ с граф Хайнрих III от Льовен († 1095)
  - ∞ 1096 с херцог Дитрих II от Лотарингия († 1115)
- Филип фон Лоо († пр. 1127)
- Огива († пр. 1141), абтеса на Месен